# フリアン・マラティーニ
フリアン・マラティーニ（Julián Malatini, 2001年5月31日 - ）は、アルゼンチン・コルドバ州ヘネラル・カブレラ出身のサッカー選手。ブンデスリーガ・ヴェルダー・ブレーメン所属。ポジションは DF。

## クラブ経歴
2017年にCAタジェレスに入団。2020年にトップチームに昇格。2021年シーズンより出場機会が増え、先発に定着した。
2023年1月3日、デフェンサ・イ・フスティシアへのローン移籍が発表。加入後即先発に定着し、同年シーズンは27試合に出場。シーズン終了後の12月には完全移籍が決まり、2026年までの契約を締結した。
2024年1月16日、ヴェルダー・ブレーメンとの契約を発表。同年1月27日のSCフライブルク戦では、試合終了間際に移籍後初ゴールを決めた。